# Jean-Baptiste Moreau
Jean-Baptiste Moreau (Angers, 1656 - París, 24 d'agost de 1733) fou un compositor francès.
Fou infant de cor de la catedral de la seva ciutat natal, mestre de capella a Langres i Dijon, i havent-se traslladat a París, assolí ser admès com a música en la cort, per la que va escriure diverses obres.
Entre les seves composicions cal citar: Les bergers de Marly; els cors de la tragèdia Jonathas, de Duché, així com els d’Esther i Athalie, de Racine. També va posar música a diverses poesies de Laínez, composicions que aconseguiren molt èxit. De caràcter religiós, se li deu el salm In exitu Israel i una missa de Rèquiem.
A més deixà el tractat didàctic L'art melòdique. El 1697 feu executar a París l'idil·li Concert spirituel ou le peuple juif délivré par Esther, arranjament dels cors que va compondre per la citada tragèdia Esther.